# Grande Apostasia
Grande Apostasia é um termo utilizado por algumas religiões restauracionistas, especialmente os Membros de a igreja de Jesus Cristo dos santos dos últimos dias, as Testemunhas de Jeová, os Adventistas, entre outros; a um fenômeno que teria ocorrido entre os séculos II a IV d.C. Muitas dessas tem visões diferentes sobre esse período.
Um tempo depois do período em que a Igreja cristã estabelecida por Jesus Cristo e seus apóstolos teria sido fundada, muitos seguidores teriam deixado de seguir, após a morte dos "apóstolos originais", segundo alguns afirmam, as mesmas doutrinas e estruturas da Igreja primitiva, por causa de "alteração da doutrina cristã " e a "introdução de crenças e práticas pagãs" influenciadas pela cultura greco-romana. De fato, segundo a história, muitos deixaram a fé para aderir a outros costumes. Isso pode ser visto na afirmação de Santo Inácio de Antioquia, bispo de Antioquia, que declarou por volta de 110 d.C. na sua epístola aos esmirneus:
Cuidem de seguir o bispo, assim como Jesus Cristo segue o pai, e o presbitério como se fossem os apóstolos.
Assim, Inácio defendia a tese de que cada igreja devia ser supervisionada por um bispo, e que este devia ser distinto do presbitério, ou corpo de homens de mais idade. Porém, alguns grupos restauracionistas afirmam que com o passar dos anos, várias doutrinas pagãs se infiltraram no cristianismo. Outras igrejas, como a Igreja Católica, usam o termo apóstata  para aqueles que abandonem a fé.